# 마지막 밥상
"마지막 밥상"(The Last Dining Table)은 한국에서 제작된 노경태 감독의 2006년 드라마, 판타지 영화이다. 김도연 등이 주연으로 출연하였다.

## 출연

### 주연
- 김도연
- 백현주
- 홍석연
- 오흥기
- 황복순

### 조연
- 황인무
- 유병선

## 기타
- 프로듀서: 강문석
- 조연출: 박형승